# Sandro Calabro
Sandro Calabro (ur. 11 kwietnia 1983 w Hadze) – holenderski piłkarz występujący na pozycji napastnika.

## Kariera
W Eredivisie zadebiutował w sezonie 2003/2004 w barwach FC Utrecht. W Utrechcie Calabro nie potrafił wywalczyć sobie miejsca w pierwszym składzie. Z tego powodu najpierw został wypożyczony do FC Volendam, a w sezonie 2005/2006 trafił do drużyny Helmond Sport. W 2007 roku trafił do beniaminka Eredivisie – VVV Venlo. W 2010 roku odszedł do FC Sankt Gallen. Następnie występował w Sparcie Rotterdam, Royalu Antwerpia, RKC Waalwijk, SK Deinze oraz SVV Scheveningen. W 2017 roku zakończył karierę.
W Eredivisie rozegrał 64 spotkania i zdobył 17 bramek.